# Eddie Steeples
Eddie Steeples (Spring, 25 novembre 1973) è un attore statunitense conosciuto soprattutto per un personaggio da lui interpretato, L'uomo elastico, in una campagna pubblicitaria per OfficeMax, Cal in Would You Rather e per Darnell "Gamberone" Turner, nella serie televisiva My Name is Earl.

## Biografia
Eddie Steeples nasce in Texas, studia teatro al Repertorio di St. Louis e, nella metà degli anni novanta, si sposta a New York. Qui entra in gruppo per un film sperimentale, il Mo-Freek, e in un gruppo hip-hop chiamato No Surrender. Durante la sua permanenza nella Mo-Freek Productions lavorò in Persi nel cespuglio, Carovana estiva e La gente è morta. Ha anche lavorato nel cortometraggio Whoa e apparve come ospite al Chris Rock Show.
Steeples divenne famoso a livello nazionale quando entrò nel cast de L'uomo elastico e in una serie di spot commerciali per OfficeMax. È anche apparso nel film Torque - Circuiti di fuoco, lavorando insieme ad Ice Cube, Faison Love e Jaime Pressly.
Steeples apparve nel film Una parola per un sogno (Akeelah and the Bee), lavorando assieme a Laurence Fishburne ed Angela Bassett, uscito nell'aprile del 2006. Un film privato scritto e diretto da Steeples, intitolato "Ladri", è in pre-produzione.
Steeples interpretò il ruolo di Darnell Turner nella serie televisiva My Name is Earl, che fu premiata il 20 settembre 2005, continuando per altre quattro stagioni fino al 2009.

## Filmografia

### Cinema
- Whoa, regia di Maurice A. Dwyer – cortometraggio (2001)
- People Are Dead, regia di Kevin Ford (2002)
- Torque - Circuiti di fuoco (Torque), regia di Joseph Kahn (2004)
- The Best of Robbers, regia di Chris Sivertson e Eddie Steeples (2006)
- Wristcutters - Una storia d'amore (Wristcutters: A Love Story), regia di Goran Dukic (2006) – non accreditato
- Una parola per un sogno (Akeelah and the Bee), regia di Doug Atchison (2006)
- The Lost, regia di Chris Sivertson (2006)
- Roman, regia di Angela Bettis (2006)
- When Is Tomorrow, regia di Kevin Ford (2007)
- Il nome del mio assassino (I Know Who Killed Me), regia di Goran Dukic (2007)
- Reel Life, regia di Michael X. Flores – cortometraggio (2009)
- Zombie Apocalypse, regia di Nick Lyon (2011)
- Would You Rather, regia di David Guy Levy (2012)
- Alvin Superstar - Nessuno ci può fermare (Alvin and the Chipmunks: The Road Chip), regia di Walt Becker (2015)
- Jiu Jitsu, regia di Dimitri Logothetis (2020)
- Bomb Squad (Hot Seat), regia di James Cullen Bressack (2022)

### Televisione
- My Name Is Earl – serie TV, 93 episodi (2005-2009)
- Aiutami Hope! (Raising Hope) – serie TV, 7 episodi (2011-2014)
- Holiday Heist - Mamma, ho visto un fantasma (Home Alone 5: The Holiday Heist), regia di Peter Hewitt – film TV (2012)
- The Guest Book – serie TV, 12 episodi (2017-2018)

## Doppiatori italiani
Nelle versioni in italiano, Eddie Steeples è stato doppiato da:
- Paolo De Santis in Il nome del mio assassino
- Enrico Di Troia in Alvin Superstar - Nessuno ci può fermare
- Alessandro Quarta in My Name Is Earl
- Luca Ghignone in Holiday Heist - Mamma, ho visto un fantasma
- Stefano Santerini in Bosch: L'eredità